# Mourad Oussedik
 (mats 2015).
Mourad Oussedik, né le 26 août 1926 à Bougaa et mort le 14 juin 2005 à Paris 10e, est un avocat franco-algérien, considéré comme un ténor du barreau.
Il se fera connaître en défendant les militants du FLN, étant lui-même l'un des membres fondateurs du collectif des avocats du FLN avec Jacques Vergès. Il deviendra député de la première assemblée constituante de la République algérienne. Il défendra ensuite notamment le terroriste Illitch Ramirez Sanchez (alias « Carlos ») et l'Église de scientologie.

## Biographie
Il est issu d’une famille de notables d'Aïn El Hammam (ex- Michelet), en Grande Kabylie. Son père, Sedik, était avocat à Béjaïa, sa mère Henicha est issue d'une des familles les plus riches et les plus puissantes d'Algérie, qui a fait fortune sous la Régence d'Alger.

## Le collectif des avocats du FLN
Arrêté pour insoumission en 1949 par les autorités françaises, alors qu’il est avocat à Bejaïa (petite Kabylie, 250 km à l’est d’Alger), Mourad Oussedik est contacté dès 1955 par le FLN pour former un collectif d’avocats. Ce qu’il fait avec Amokrane Ould Aoudia, Abdessamad Ben Abdallah et Jacques Vergès. L'avocat Jean-Jacques de Félice devient aussi le collaborateur de Mourad Oussedik.
Durant ces années de guerre d'Algérie, plusieurs avocats sont tués, soit par des forces de police, soit par des gens de l'OAS un peu plus tard, par exemple Amokrane Ould Aoudia, qui est abattu le 23 mai 1959 devant la porte de son cabinet, sur ordre des autorités françaises, sur ordre des services secrets français.
Fort d’une centaine de membres, le collectif se charge durant la guerre de libération de défendre les droits des militants du FLN de la fédération de France. Bientôt, ils seront rejoints par Roland Dumas ou encore Gisèle Halimi. Lors du retentissant procès du « Réseau Jeanson », le collectif défend une vingtaine de « porteurs de valises », ces Français qui ont pris fait et cause pour l’indépendance de l’Algérie et y ont concouru depuis la France. Mourad Oussedik sera brièvement député au sein de l’Assemblée constituante de la République algérienne, après l’indépendance, mais s’installera rapidement en France, où il sera un temps conseiller juridique à l’ambassade d’Algérie.

### Théorie de la défense de rupture
Il s'engage dans une « défense de rupture » (appelée aussi « stratégie de rupture »), plutôt que ce qu'il appelle la « défense de connivence », qui était classiquement plaidée : l'accusé se fait accusateur, considère que le juge n'a pas compétence ou que le tribunal n'a pas la légitimité, prend l'opinion publique à témoin. La défense de rupture se distingue également de la « présence offensive », développée par Bernard Ripert[réf. nécessaire] Représentée notamment par Jacques Vergès, cette méthode est peu efficace sur le plan judiciaire, mais elle participe à créer un courant de sympathie dans l'opinion : cela lui a notamment permis, lors de la guerre d'Algérie, d'éviter la peine de mort à plusieurs de ses clients — comme son épouse, Djamila Bouhired — même s'ils sont condamnés à de lourdes peines. Concernant sa postérité, les nouveaux moyens de communication ont rendu la technique obsolète.

### Fusillade du barLe Thélème(28 février 1975)
Mourad Oussedik fait partie des avocats molestés au mois de février 1975, lors de l'opération menée contre les Frères Zemmour dans le bar parisien Le Thélème (aujourd'hui Le Cardinal Saint-Germain), qui constitue "L'un des épisodes les plus sanglants de la guerre de l'antigang contre le milieu parisien".
Le Parisien du 19 juillet 2001 relate la fusillade : 
« Le 28 février 1975, les frères Zemmour tiennent encore le milieu parisien. Une fusillade digne de Chicago va sonner le glas pour ce clan de juifs pieds-noirs immortalisés dans le "Grand Pardon" d'Alexandre Arcady. Roland, Théodore, Gilbert, William et Edgar composent cette fratrie originaire du Constantinois en Algérie, montée à Paris dans les années cinquante pour exercer dans le négoce de vin. Violents et déterminés, les Z gagnent leur place au sein de la pègre parisienne en rackettant les commerçants du Faubourg-Montmartre. Ils élargissent leurs activités à tout Paris et "donnent" dans la prostitution, les cabarets, la contrebande, bien sûr les règlements de comptes et entrent sans surprise au fichier central de la répression du banditisme. Ce vendredi 28 février, au matin, la BRI (brigade de recherche et d'intervention, dite antigang) apprend qu'un "Yalta du crime" doit se tenir l'après-midi même au café "J'ai du bon tabac", 12 boulevard Saint-Germain, dans le Ve. Les Zemmour y auraient rendez-vous avec un certain Louis d'Auteuil, proxénète notoire proche du gang des Lyonnais. A 14 heures, le commissaire Marcel Leclerc, patron de la BRI, rassemble dix-huit inspecteurs au quai des Orfèvres. A 15 h 30, sous un soleil d'hiver, leurs camionnettes banalisées planquent devant le café "J'ai du bon tabac". Leclerc et son adjoint, Robert Broussard, commandent le dispositif depuis une DS, garée pont de la Tournelle. Une demi-heure plus tard, Edmond Zemmour, oncle des Z, arrive en BMW, accueilli par un homme en imperméable mastic, chemise bleue et veste Smalto qui sort du bar "Le Thélème", à l'angle boulevard Saint-Germain-rue du Cardinal-Lemoine. Les policiers identifient William Zemmour, dit Zaoui, 45 ans. Les deux hommes retrouvent une poignée de consommateurs au comptoir. Ils lancent des regards nerveux de côté du boulevard, vers le bar "J'ai du bon tabac" où des quadragénaires aux lunettes fumées sont assis en terrasse. Les policiers voient en eux les Lyonnais. Ils sont persuadés qu'un mauvais coup se prépare et veulent "serrer" tout ce petit monde, au moins pour port d'arme. Leclerc et Broussard se répartissent les rôles. Le patron de l'antigang et cinq inspecteurs appréhenderont les Lyonnais. Les autres investiront "Le Thélème" avec Broussard. Le "top" est donné à 16 h 10. Leclerc n'a aucun problème avec le duo en terrasse qui s'avère parfaitement honnête. En face, c'est le drame. Des corps sont au sol, le sang coule sur le carrelage, les vitres sont criblées de balles. Broussard a scindé son groupe pour entrer simultanément dans le bar, par ses deux issues. Mais la porte sur la rue du Cardinal-Lemoine est bloquée. Seul l'inspecteur Chaix suivi de deux collègues a pu entrer de l'autre côté. "C'est la police ! Que personne ne bouge", a-t-il crié sans sortir son arme. Les Zemmour l'ont sans doute pris pour un autre truand. Jojo Elbaz, assis sur la gauche, a aussitôt sorti un Colt, et a tiré presque à bout portant sur l'inspecteur qui a répliqué. La patronne, son mari, et la demi-douzaine de clients se sont jetés au sol. Les autres policiers ont fait feu alors que le reste des truands dégainait. S'est ensuivie une mêlée particulièrement confuse, au corps à corps. Les policiers ont eu le dessus mais le bilan est lourd. William Zemmour, un calibre 38 à la ceinture, a pris quatre balles dont une dans la tête. Il agonise. Elbaz a été tué sur le coup. Edgar Zemmour a reçu cinq balles dans le dos, Edmond a été blessé au genou, Roland Attali, un "porte-flingue", est indemne. Une balle est passée à 3 centimètres du cœur de Chaix. Deux avocats algérois ont aussi fait les frais de l'assaut […] »

Lors d’une enquête menée par L’Unité, hebdomadaire du Parti socialiste, et parue dans sa livraison no 148 du 7 au 13 mars 1975, il a notamment été recueilli le témoignage de Mourad Oussedik qui raconte l’intervention policière alors qu’il consommait au Thélème en compagnie de son confrère algérien Abdelhak Benhachenhou : 
« Le café Le Thélème est situé à l’angle du boulevard Saint-Germain et de la rue du Cardinal-Lemoine. Sur l’autre trottoir de la rue du Cardinal-Lemoine, une agence de l'Union parisienne de banque qui a été plusieurs fois victime de tentatives de hold-up. En face, sur le boulevard Saint-Germain, un café-tabac à l’enseigne "J’ai du bon tabac". Vendredi, vers 15 h 55, Me Mourad Oussedik et Me Benachenhou pénètrent dans le café "Le Thélème" par la porte située à l’angle de la rue du Cardinal-Lemoine et du boulevard Saint-Germain. Me Oussedik est un habitué de cet établissement : il y vient plusieurs fois par jour pour boire des cafés express. Les propriétaires des lieux, Edmond Delaleuf et sa femme, le connaissent parfaitement. Il vient en voisin : son cabinet d’avocat se trouve dans un immeuble, sur le même trottoir de la rue du Cardinal-Lemoine, quelques numéros plus haut. Me Oussedik, souvent pressé, a l’habitude de boire son café sur le zinc en face de la porte principale du "Thélème". Ce vendredi-là, il n'y a plus de place libre au comptoir. Pas plus qu’aux tables les plus proches de cette porte. Au fond du café, la banquette et les tables sont occupées par des joueurs d’échecs qui se donnent rendez-vous chaque après-midi dans cet établissement. Parmi eux, le patron. Me Benachenhou et Me Oussedik, qui l’accompagne, se dirigent alors vers une table, proche du flipper et de la porte d’entrée qui s’ouvre sur la rue du Cardinal-Lemoine. Me Oussedik s’assied face à la salle. Deux ou trois minutes plus tard, Mme Delaleuf quitte le comptoir pour se diriger vers la table des deux avocats. Elle leur demande ce qu’ils veulent boire. Un café pour Me Oussedik, une orange pressée pour Me Benachenhou. Quelques instants se passent et la patronne revient à la table des deux avocats déposer leur consommation. La conversation reprend. Me Oussedik sort du papier de sa poche pour prendre quelques notes. Et se saisit du sucre dans la soucoupe. Au moment précis où il commence à en défaire l’enveloppe, violent brouhaha à l’entrée du tabac, à la porte qui s’ouvre à l’angle du boulevard Saint-Germain. De sa place, Me Oussedik peut voir des hommes "tournoyer" le long du comptoir. Les premiers coups de feu claquent. En face de lui, Me Benachenhou entend, mais ne voit rien. Me Oussedik crie à son confrère : "Plonge !" Ce qu’il fait aussitôt. A cet instant, Me Benachenhou est face à terre, près du flipper. Me Oussedik, lui, est allongé sur le côté droit de la table où les deux hommes étaient assis. L’échange de coups de feu se poursuit. Me Benachenhou, sans doute mal protégé par l’abri précaire que représente le flipper, arrive à se glisser près du comptoir. Dès que la fusillade cesse, d’autres hommes font irruption dans le café par ses deux portes. Ils crient à l’assistance toujours allongée trois ordres : "Restez couchés. Mains sur la tête. Yeux baissés." Me Oussedik relève légèrement le visage pour essayer de comprendre ce qui se passe. Au-dessus de lui, une voix : "Si tu lèves les yeux ou la tête, je te fous une balle dans la tête". A cet instant précis, Me Oussedik n’a pas encore compris qu’il s’agissait de policiers : "Je pensais que nous avions affaire à des truands. La banque d’en face a déjà été attaquée. Et je supposais que, leur coup ayant raté, les bandits étaient entrés dans le café pour prendre des otages." Un homme s’approche de Me Oussedik toujours couché et lui met un pied sur le dos, à la hauteur des reins. De l’autre, il lui décoche quelques coups dans les côtes. Il le fouille sommairement et vérifie qu’il ne porte pas d’armes à la ceinture. L’avocat entend alors ce dialogue : '"Police-Secours a été alertée ?" "Oui, le patron l’a fait." A ce moment seulement, les consommateurs qui, comme Me Oussedik et Me Benachenhou, se trouvaient dans le fond de la salle, exactement à l’opposé du lieu où a éclaté la fusillade, comprennent qu’il s'agit de policiers. À plusieurs reprises, Me Oussedik, dont le champ visuel couvre parfaitement l'espace où se trouve son confrère, constate que celui-ci est couché. Quelques instants plus tard un policier s'approche de Me Benachenhou, toujours à terre : "Comment tu t’appelles ? - Benachenhou, avocat à la Cour". L’avocat est alors fouillé et reçoit lui aussi des coups de pied dans les côtes. Me Oussedik entend deux ou trois fois ce conseil : "Ce truc, c’est un raton, achève-le !" Deux ou trois hommes s’approchent de Me Benachenhou : coups de pied sur le visage et dans le corps, coups de crosse sur le crâne. Me Benachenhou crie à plusieurs reprises. Le sang jaillit. Pour défendre son confrère, Me Oussedik hurle aux policiers : "Je suis avocat !" Il reçoit alors un coup sur le crâne et tombe étourdi. Quand il relève la tête, quelques secondes après, un policier en civil est face à lui. Il répète sa qualité d’avocat. "Ferme ta gueule !" Des policiers l’entraînent vers la porte. Me Oussedik ne peut plus voir son confrère : des policiers, des consommateurs entourent l'endroit où il se trouve. Amené dans un car de police, Me Oussedik est déshabillé et fouillé. Pour la nième fois, il répète qu’il est avocat. Il arrive au 36 quai des Orfèvres avec des menottes aux mains. Dans l’escalier, un nouveau "Ferme ta gueule !", avant d’arriver au 4e étage. Nouvelle fouille, nouvelle mise à nu. Me Oussedik proteste toujours. A 21 h 15, il ressort des locaux de la police, après que le commissaire Foucher lui a présenté des excuses pour le moins tardives. Quant à Me Benachenhou, il a été conduit à l’hôpital sur une civière d’un car de Police- Secours. »
Portant sur le visage et sur le corps des traces de nombreuses contusions, il sera transporté au service de neurochirurgie de l’hôpital Sainte-Anne pour y être soigné pour une fracture du crâne et du maxillaire. Il subira une trépanation. C'est une information pour tentative de meurtre qui a été ouverte à la suite du drame. « Le Monde stigmatise la bavure en dénonçant « le délit de sale gueule, autrement dit le racisme ». Et lorsque, en décembre 1978, la cour d’appel rend un non-lieu en faveur de l’antigang, il commente : il ne s’est rien passé au café Le Thélème. Me Benhachenou… n’a pas été victime, par le fait de policiers surexcités, d’une fracture du crâne et du maxillaire. Me Oussedik, lui aussi ordinaire consommateur au Thélème, n’a pas davantage été rossé, pas davantage été injurié. Les mots « c’est un raton, achève-le » ne sont sortis d’aucune bouche. ».

### Autres affaires
Inscrit au barreau de Paris, il a été le défenseur d’opposants au roi du Maroc Hassan II, de manifestants kurdes interpellés à Paris, ainsi que de nombreux ressortissants algériens en France, dont le chanteur Khaled. « Je suis allé trouver maître Oussedik en lui disant que j’avais des problèmes, et il leur a trouvé des solutions », témoignera l’une de ses clientes lors de ses funérailles. C’est également Mourad Oussedik qui, aux côtés de Jacques Vergès, défend le terroriste Carlos au début des années 1990, puis l’Église de scientologie en 1999 Rien de contradictoire dans ce métier, à en croire le témoignage d’un ami et collègue : « En 1960, Mourad Oussedik défendait le FLN. Moi, je me suis retrouvé à défendre les intérêts de membres de l’Organisation de l'armée secrète (OAS). Mais au fond, nous étions tous les deux pour la liberté. »

## Filmographie
- L'Avocat de la terreur, de Barbet Schroeder, 2007